# غثيان الصباح
غثيان الصباح، ويعرف أيضًا باسم غثيان وتقيّؤ الحمل أو قيء الحمل، هي حالة من عدم الارتياح التي تُصيب أكثر من نصف النساء الحوامل. تكون الأعراض موجودة في الّساعات الأولى من الصباح وتقل هذه الأعراض بمرور الوقت خلال اليوم. على الّرغم من اسمه الشائع (غثيان الصباح) فمن الممكن أن يحدث في أي وقت خلال اليوم .عِند ُمعظَم النساء تنتهي هذه الحالة عادة في الأسبوع الثاني عشر من الحمل.
يُمكن رؤية شكل مُشابِه للغثيان (مرتبط بزيادة مستويات هرمون الاستروجين) عند بعض النساء اللواتي يستخدمن وسائل منع الحمل الهرمونيّة أو العلاج بالهرمونات البديلة.حالة الغثيان قد تكون خفيفة وقد تؤدي إلى التقيّؤ الِفعلي، على أيّة حال، ليست شديدة كفاية للتُسبِّب اضطراب في عمليّات التمثيل الغذائي.في الحالات الأكثر شِدّة، يُسبِّب التقيّؤ: جفاف، فقدان في الوزن، ارتفاع نسبة الحموضة في الدم بالإضافة إلى انخفاض نِسَب البوتاسيوم في الّدم. تُعرَف هذه الحالة ب (التقيّؤ الحملي المُفرِط )وتحدث في 1%من حالات الحمل. حالة التقيّؤ والغَثَيان قد تكون أولى علامات الحمل وتبدأ عادةً في الأسبوع الّسادس من الحمل (بحساب عمر الحمل من 14 يوم قبل الحمل).

## الأسباب

(الغثيان الصباحي)

الأسباب التقريبيّة لِمرض الحمل (الغثيان الصباحي) تشمل :
- فرط الإفراز اللعابي خلال الثلث الأول من الحمل، والذي يكون عادة مُرّ الّطعم[بحاجة لمصدر] (الُّلعاب)، حيث يتم ابتّلاعُه أثناء نوم الأم.
- الزيادة في مستوى هرمون الأستروجين المنتقل خلال الدم،[1] على أية حال، لا يوجد دليل ثابت على وجود فرق بمستويات الأستروجين ومستويات البيلي روبين بين الّنساء الُمصابات بهذا المرض وغير المصابات.[2]
- انخفاض مستوى الّسكر في الّدم بسبب صرف الّطاقة للمشيمة عند الأم، رغم أنّ الّدراسات لم تُثبِت ذلك إلا لِدى الأمّهات الحوامل المصابات بالنوع الأول من الّسكري.[3][4]
- الزيادة في هرمون البروجيستيرون ترخي عضلات الرحم، وهذا يمنع الوِلادة المبكرة، ولكن قد يتسبّب ذلك بإرخاء عضلات المعدة والأمعاء كذلك، مما يؤدّي إلى زيادة في أحماض المَعدة وحدوث مرض الارتجاع المعدي المرِّيئي.
- الزيادة في هرمون (موجّه للغدد التناسلية المشائية البشريّة ).على الأرجح ليس هذا الهرمون بحدِّ ذاته مايُسبِّب الغثيان، بل تحفيز هذا الهرمون للمبايض لِدى الأم على إفراز الأستروجين الذي بدَورِه يُسبِّب الغثيان.[5]
- الزيادة في الحساسيّة تجاه العطور والروائح التي تزيد تنشيط المحفّزات الطبيعيّة للغثيان.
- الزيادة في مستويات البيلي روبين بسبب زيادة أنزيمات الكبِد.[بحاجة لمصدر]

وينبغي التنويه إلى أن مرض الارتجاع المعدي المرِّيئي قد يُنتِج أيضا بسبب الحمل، ويتسبّب بحالة من الغثيان والتقيّؤ.

## آليات الدفاع
يمكن اعتبار الغثيان الصباحي كصِفة متطوِّرة لحماية الجنين من الّسموم التي يتم تناولها من قِبَل الأم. تحتوي الكثير من النباتات على مواد كيميائيّة سامّة تعمل كرادعٍ عن تناولها. الإنسان البالغ، يمتلك آليات دفاع ضدّ الّسموم النباتية، والتي تشمل أنواع متعدِّدة من الأنزيمات المسؤولة عن إزالة الّسميّة يتم تصنيعها بواسطة الكبد والأنسجة الّسطحيّة لمختلف الأعضاء الأخرى. عند الجنين، آليات الّدفاع هذه لا تكون متطوِّرة بشكل كامل، وحتى كميّات قليلة من الّسموم النباتيّة التي يكون تأثيرها مُهمَل على الإنسان البالغ قد تكون مؤذيَة أو مميتة بالّنسبة للجنين. مرض الحمل يتسبّب للمرأة بحالة من الغثيان عند تعرّضها لرائحة أو مذاق الأطعمة التي من المُحتَمل أن تحتوي على سموم تَضرّ بالجنين، بالرغم من أنّ هذه المواد قد تكون غير مضرّة بالأم.
هناك أدلّة هامّة تدعم هذه النظرية، وتشمَل:
- الغثيان الصباحي مُنتَشر بشكل كبير بين النساء الحوامل، الأمر الذي يؤيّد كونه تكيّفاً وظيفيّاً، ويعاكس كونه مرضاً تَعرُّضي، وسُرعة تأثّر الجنين بالّسموم تبلغ حدّ الذروة على عمر الثلاثة أشهر، والذي يُعتبر أيضاً وقت الذروة للغثيان الّصباحي لدى الأم.
- هناك علاقة جيّدة بين تركيز الّسم في الأطعمة، وبين الروائح والمذاقات التي تسبِّب النفور والاشمئزاز.

النساء اللواتي لا يعانين من الغثيان الصباحي أكثر عُرضة للإجهاض، ويُرَجّح ذلك إلى أنّهنّ أكثر عرضة لتناول المواد التي قد تَضُرّ بالجنين.
بالإضافة إلى حماية الجنين، الغثيان الصباحي يحمي الأم أيضا.جهاز المناعة لدى الأمّ الحامل يكون مثبّطا ومكبوتا خلال الحمل، من المُحتمل أن يكون ذلك لتقليل فُرَص رفض جسمها لأنسِجة الّنسل الخاص بها، لهذا الّسبب تكون منتجات الحيوانات المحتوية على طفيليّات وبكتيريا مضرّة خطيرة على الأم الحامل. هناك أدلّة على أنّ الغثيان الصباحي ينجُم عادةً عن منتجات الحيوانات ويشمل ذلك اللحوم والأسماك.
إذا كان الغثيان الصباحي آليّة للدفاع ضدّ الّسموم المتناولة، فإنّ وصف أدوية مضادّة للغثيان للمرأة الحامل قد يَنتُج عنه أعراض جانبيّة غير مرغوب بها كالتَسبُّب بعيوب خَلقيّة أو إجهاض عن طريق الّتشجيع على تناول المواد الغذائيّة المضرّة.

## العلاج
لا يوجد دليل واضح على فعاليّة العلاجات المنزليّة للغثيان الصباحي.

### الأدوية
عدد من الأدوية المضادّة للتقيّؤ تُعتَبر فعّالة وآمنه في الحمل وتشمل: البيرو دوكسين/دوكسي لَمين، مضادّات الهستامين (مثل الدايفينيهادرامين)، ميتوكلوبراميد،و فينوثيازين (مثل البروميثازين). فيما يتعلّق بالفعاليّة فمِن غير المعروف إن كان أحد هذه الأدوية أفضل من الأخر. في الولايات المتحدة وكندا، مُركّب دكسلامين-بيرو دوكسين (المعروف ب ديكليجيس في الولايات المتحدة، ودايكليكتين في كندا) يُعتَبر الوحيد الموافَق عليه كدواء من الفِئة(أ) لوصفه كعلاج غثيان وتقيّؤ الحمل.
أوندانستيرون قد يكون مفيدا، إلا أنّ هناك بعض المخاوف بالّنسبة لارتباطِه بما يُعرَف ب (الحنك المشقوق) أو تشقُّق سقف الحلق. وهناك القليل من البيانات ذات الجودة العالية بهذا الصدد. ميتوكلوبراميد مُستَخدَم أيضاً ويُعتبر جيّد الّتحمل نسبيّا. الأدلّة على استخدام الكورتيكوستيرويد ضعيفة.

### العلاج البديل
هناك دليل مبدئي على أنّ الزنجبيل قد يكون مفيدا، على أيّة حال، ليس هذا واضحا تماما. وإنّ خصائِصه المضادّة للتخثُّر زادت من المخاوِف التي تتعلّق بالّسلامة.

## التاريخ

### ثاليدوميد
الثاليدوميد تم تطويره ووصفه بالأساس كعِلاج للغثيان الّصباحي في ألمانيا الغربيّة، ولكن استخدامه توقّف حين تبيّن أنّه يُسبّب عيوب خلقيّة لِدى الجنين. وكالة الغذاء والدواء الأمريكية لم توافق أبدا على استخدام الثاليدوميد كعِلاج للغثيان الّصباحي.